# Brachytheciaceae
Brachytheciaceae er en familie af mosser. 12 af de omkring 49 slægter findes i Danmark.
Medlemmerne af denne familie er uregelmæssigt grenede eller enkelt fjergrenede mosser. Bladene er som regel tilspidsede og forsynet med ribbe og deres celler er lange og smalle (prosenkymatiske). Peristomet er dobbelt.

## Danske slægter
- Brachythecium
- Cirriphyllum
- Eurhynchium
- Homalothecium
- Kindbergia
- Oxyrrhynchium

- Pseudoscleropodium
- Scleropodium
- Rhynchostegiella
- Rhynchostegium
- Platyhypnidium
- Tomenthypnum